# عين أمقل
عين امقل هي إحدى بلديات ولاية تمنراست التابعة لـدائرة تمنراست.
تقع مدينة عين امقل على بعد 130 كلم من عاصمة الولاية تمنراست. ويحد البلدية من الشمال عين صالح ومن الجنوب مدينة تمنراست ومن الشرق إدلس وتازروك ومن الغرب بلدية أبلسة. تحتوي هذه البلدية على سبعة أحياء سمدقة، إفرغ، دوكة، كرموين (عاصمة البلدية)، الحفرة، بوقلان، تاغرمت، وان الشبي. وتحوي فرعين بلديين هما إفرغ 02، وأراك. إضافة إلى تجمعات سكانية متفرقة كأغاريس، إميدير، أهوهاغ، أسيلال، آهنت، أبدينيزي، مولاي لحسن، أغشوم، إين أكهم.

## التاريخ
اشتهرت منطقة عين امقل بالمعتقل الذي فتحته السلطة الجزائرية في سنة 1992 بعد وقف المسار الانتخابي وحشدت فيه الآلاف من من وصفوا بأنصار الجبهة الإسلامية للإنقاذ الجزائرية ولم يتم محاكمتهم، ومكثوا فيه مددا مختلفة، تتراوح بين الشهر إلى الخمس سنوات. [بحاجة لمصدر]

## الفلاحة
تحصي البلدية (2011) نحو 272 مستثمرة فلاحية تتربع على مساحة تصل إلى 450 هكتار منتشرة عبر مختلف مناطق البلدية وهي منطقة مؤهلة أن تتحول إلى قطب زراعي سيما فيما يتعلق بزراعة الفواكه.
تشتهر بلدية عين امقل بالفلاحة خاصة في فصل الصيف بإنتاج البطيخ الأحمر(الدلاع) ذو الشهرة الوطنية كذلك إنتاج عدة منتوجات من الخضر والفواكه. ولسكان عين امقل احتفالات وتظاهرات ووعدات دينية منها زيارة مولاي حمادي (عند جني كل من المحاصيل القمح والشعير والذرة الخضراء)زيارة مولاي لحسن، زيارة أسكسام، زيارة مولاي الطيب، زيارة إيرن.

## المناخ
| البيانات المناخية لـعين أمقل      | البيانات المناخية لـعين أمقل | البيانات المناخية لـعين أمقل | البيانات المناخية لـعين أمقل | البيانات المناخية لـعين أمقل | البيانات المناخية لـعين أمقل | البيانات المناخية لـعين أمقل | البيانات المناخية لـعين أمقل | البيانات المناخية لـعين أمقل | البيانات المناخية لـعين أمقل | البيانات المناخية لـعين أمقل | البيانات المناخية لـعين أمقل | البيانات المناخية لـعين أمقل | البيانات المناخية لـعين أمقل |
| الشهر                             | يناير                        | فبراير                       | مارس                         | أبريل                        | مايو                         | يونيو                        | يوليو                        | أغسطس                        | سبتمبر                       | أكتوبر                       | نوفمبر                       | ديسمبر                       | المعدل السنوي                |
| --------------------------------- | ---------------------------- | ---------------------------- | ---------------------------- | ---------------------------- | ---------------------------- | ---------------------------- | ---------------------------- | ---------------------------- | ---------------------------- | ---------------------------- | ---------------------------- | ---------------------------- | ---------------------------- |
| متوسط درجة الحرارة الكبرى °م (°ف) | 20.8 (69.4)                  | 23.4 (74.1)                  | 27.2 (81.0)                  | 31.8 (89.2)                  | 35.4 (95.7)                  | 38.1 (100.6)                 | 38.3 (100.9)                 | 37.5 (99.5)                  | 35.8 (96.4)                  | 31.8 (89.2)                  | 27.2 (81.0)                  | 22.5 (72.5)                  | 30.8 (87.5)                  |
| المتوسط اليومي °م (°ف)            | 13.1 (55.6)                  | 15.4 (59.7)                  | 19.0 (66.2)                  | 23.6 (74.5)                  | 27.6 (81.7)                  | 31.0 (87.8)                  | 31.3 (88.3)                  | 30.7 (87.3)                  | 28.8 (83.8)                  | 24.5 (76.1)                  | 19.6 (67.3)                  | 15.0 (59.0)                  | 23.3 (73.9)                  |
| متوسط درجة الحرارة الصغرى °م (°ف) | 5.5 (41.9)                   | 7.5 (45.5)                   | 10.9 (51.6)                  | 15.5 (59.9)                  | 19.8 (67.6)                  | 23.9 (75.0)                  | 24.4 (75.9)                  | 24.0 (75.2)                  | 21.8 (71.2)                  | 17.3 (63.1)                  | 12.1 (53.8)                  | 7.5 (45.5)                   | 15.9 (60.5)                  |
| الهطول مم (إنش)                   | 1 (0.0)                      | 1 (0.0)                      | 2 (0.1)                      | 1 (0.0)                      | 3 (0.1)                      | 3 (0.1)                      | 2 (0.1)                      | 5 (0.2)                      | 5 (0.2)                      | 2 (0.1)                      | 1 (0.0)                      | 2 (0.1)                      | 28 (1)                       |
| المصدر: climate-data.org          |                              |                              |                              |                              |                              |                              |                              |                              |                              |                              |                              |                              |                              |